# Carl Sandberg (idrottsman)
Fredrik Carl Ignatius Sandberg, född 27 januari 1876 i Västra Frölunda församling i Göteborgs och Bohus län, död där 21 maj 1946, var en svensk brottare och kastare. Han tävlade först för Idrottens Vänner och senare för Göteborgs AK och IS Lyckans Soldater.
Sandberg arbetade som agent i Göteborg.

## Främsta meriter
Carl Sandberg vann NM i brottning 1903.
Han vann SM i brottning (utan klassindelning) åren 1897, 1900 och 1902.
Han hade svenska rekordet i släggkastning 1900-1905.

## Karriär

### Brottning
I brottning tävlade Sandberg för Göteborgs AK.
År 1897 vann han svenska mästerskapet i brottning. Man tävlade de första åren, fram t.o.m. 1904,i endast en klass.
1900 vann han sitt andra svenska mästerskap.
Påföljande år, 1901, kom han tvåa efter dansken H. Egeberg (även danskar fick vara med vid denna tid).
År 1902 stod han åter som svensk mästare i brottning.
1903 var Sandberg med vid Nordiska Mästerskapen där han segrade efter att ha kastat finländaren W. Järvinen.

### Släggkastning
Vid SM den 29 juli 1900 satte Sandberg inofficiellt svenskt rekord i släggkastning, i det han förbättrade Carl E. Helgessons rekord från 1895 (31,23) till 31,30. Han vann även SM. Han tävlade detta år för Göteborgs AK. Enligt  slogs hans rekord under år 1900 av en C.H. Westerlund som kastade 31,80, men Sandberg återtog samma år rekordet genom att kasta 34,18 och senare detta år kastade han 35,11.
År 1901 hade han bytt friidrottsklubb till IS Lyckans Soldater. Detta år vann han SM igen, denna gång på 30,53. Enligt  förbättrade han detta år sitt inofficiella svenska rekord, först till 35,35, sedan till 35,85, och till sist till 36,95 (övriga källor hoppar direkt från hans 31,30 år 1900 till hans förbättring 1902 - se nedan).
1902 slog han åter till vid SM. Den 30 augusti vann han SM på nya svenska rekordet 37,90. Rekordet skulle överträffas av Eric Lemming, möjligtvis redan 1903 med 38,85 , men även 1905 med 38,95.
Även år 1903 lyckades han vinna SM, den här gången med 36,05.